# Lateral Frame Concept

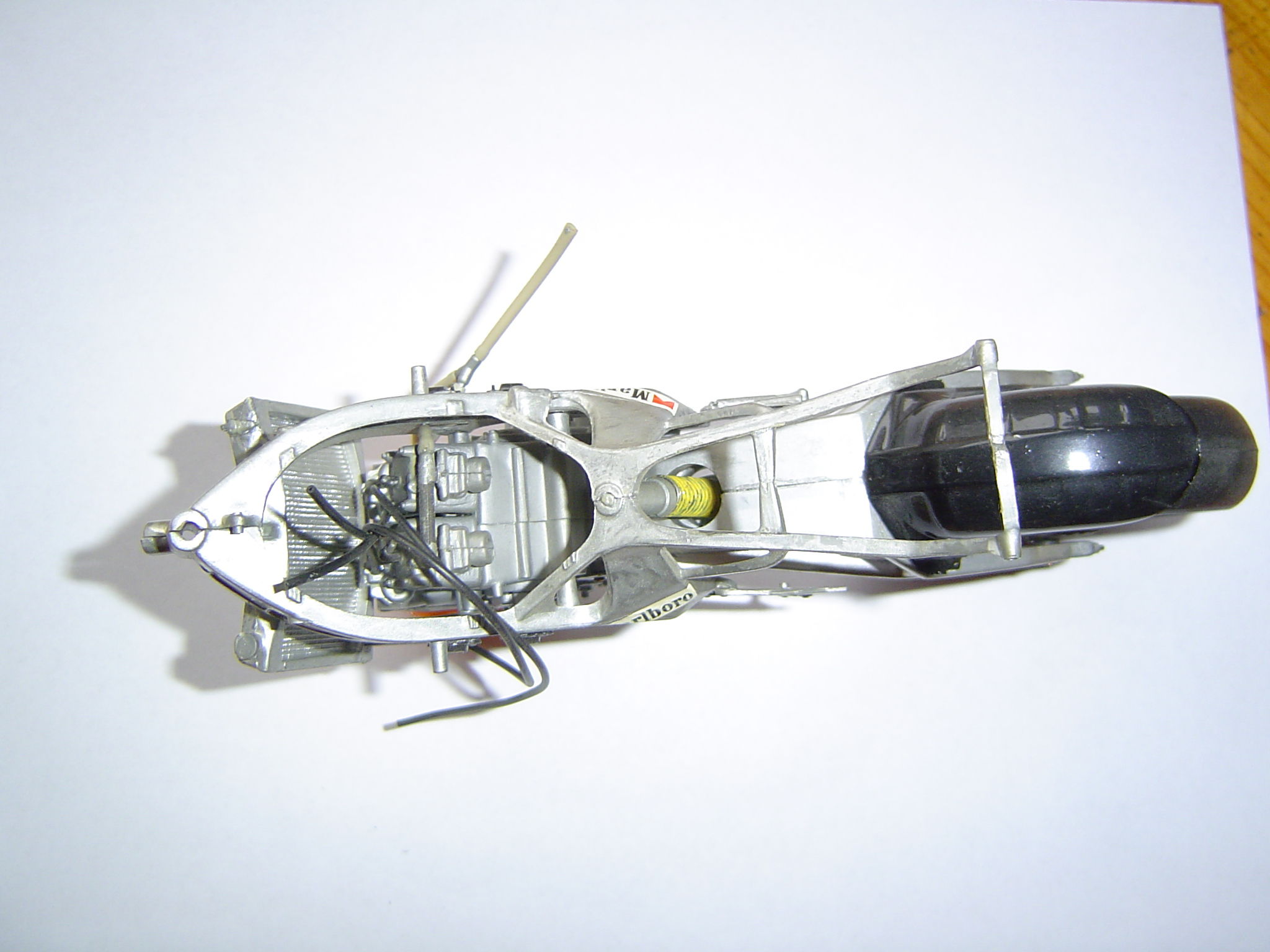
Lateraal frame op een (schaalmodel van een) Yamaha YZR 500 wegracer uit 1988)

Lateral Frame Concept is een motorfiets-frame dat vanaf 1983 werd gebruikt op de Yamaha FJ 1100/FJ 1200 modellen, waarbij de framebuizen zijdelings (lateraal) van de cilinders liepen.
Dit concept zou in de jaren hierna door vele andere fabrikanten van motorfietsen nagemaakt worden. 
In de jaren vijftig bouwde Norton de Norton Silver Fish met een lateraal frame, maar die machine kwam niet verder dan het prototype-stadium.
Achterbrug · Balhoofd · Brugframe · Buisframe · Composietframe · Deltabox · Dubbel wiegframe · Duplex frame · E-box frame · Enkel wiegframe · FAST frame · Featherbed frame · Garden gate frame · Lateral Frame Concept · LCG Twin Tube · Loop Frame · Lowboy frame · MR-Albox · Omega frame · Open frame · Perimeter frame · Pivot frame · Pivotless frame · Plaatframe · Raked frame · Rigid frame · Semi-pivotless frame · Slimline frame · Spaceframe · Springframe · Starframe · Stijf frame · Tankframe · Twin Spar frame · Vakwerkframe · Wiegframe · Zeta frame